# Che: Un hombre nuevo
Che: Un hombre nuevo (traduïble com a «Che: Un home nou») és una pel·lícula documental de 2010, dirigida per Tristán Bauer, sobre la trajectòria del revolucionari argentí Ernesto «Che» Guevara. La pel·lícula no s'ha doblat ni s'ha subtitulat al català.
L'obra és una coproducció argentina, amb l'Institut Nacional de Cinema i Arts Audiovisuals (INCAA) i la Universitat Nacional del General San Martín (UNSAM); cubana, amb el Centre d'estudis Che Guevara i l'Institut Cubà de l'Art i la Indústria Cinematogràfics (ICAIC); i espanyola, amb la distribuïdora Golem i la participació de Televisió Espanyola. Es va elaborar, principalment, a partir de materials del mateix Che Guevara, com ara discursos, cartes, fotografies, poemes, àudios i dietaris, algun d'ells inèdits fins al moment.

## Argument
El guerriller comunista, assassinat als trenta-nou anys, es va convertir en una icona política de l'esquerra del segle xx, si bé encara la seva imatge, obra i pensament perdura al segle XXI. El documental té per objecte destriar i analitzar detalladament els seus aspectes vitals més íntims, així com la seva formació, trajectòria i fonaments per a bastir la construcció d'un nou món. Concretament, el recull de peces personals permeten resseguir la trajectòria del revolucionari des de la seva breu estada a l'Argentina, passant pel viatge iniciàtic per Llatinoamèrica, la travessa i el desembarcament amb el Granma, la Revolució Cubana, la visita al Congo, la guerrilla de Ñancahuazú a Bolívia, fins al seu afusellament a La Higuera a mans de l'exèrcit bolivià.

## Premis i nominacions
| Any  | Premi                                         | Categoria                    | Nominació     | Resultat  | Ref.  |
| ---- | --------------------------------------------- | ---------------------------- | ------------- | --------- | ----- |
| 2010 | Festival Internacional de Cinema de Mont-real | Millor pel·lícula documental | Tristán Bauer | Guanyador | [ 5 ] |